# يلينا فودوريزوفا
إيلينا جيرمانوفنا فودوريزوفا (الروسية: Елена Германовна Водорезова ؛ اسم متزوج: Buianova : ؛уянова ؛ من مواليد 21 مايو 1963) لاعبة ومدربة تزلج روسية سابقة، مثلت الاتحاد السوفيتي، وهي صاحبة الميدالية البرونزية العالمية عام 1983 والميدالية الأوروبية ثلاث مرات.
تم تدريب إيلينا فودوريزوفا من قبل ستانيسلاف جوك في  المجتمع الرياضي للقوات المسلحة في موسكو. كانت متزلجًا حرًا موهوبًا ، ومثلت بلدها في أولمبياد شتاء 1976 بعمر 12 عامًا فقط. وكانت أول متزلج يكمل مزيجًا من حلقة مزدوجة ثلاثية وثلاثة أخمص القدمين. وقد لاحظت أنها مذهلة في القفز مزدوج وسريعة يدور التزلج التزلج. فازت بالميدالية البرونزية في بطولة التزلج الأوروبية 1978 ؛ كانت هذه هي المرة الأولى التي يفوز فيها متزلج فردي للسيدات السوفيات بميدالية في هذا الحدث. فاتتها مواسم 1979-1981 بسبب التهاب المفاصل الأحداث الحاد ، الذي منعها من المشي لعدة أشهر في عام 1979.
فازت بالميدالية البرونزية الثانية في بطولة التزلج على الجليد الأوروبية 1982 والفضية في بطولة التزلج الأوروبية لعام 1983. كما فازت بالبرونزية في بطولة العالم للتزلج 1983 - أول ميدالية عالمية لمتزوجة عزباء سوفيتية. احتلت فودوريزوفا المركز الثامن في الألعاب الأولمبية الشتوية 1984. تقاعدت من المنافسة في عام 1984. تزوجت من متزلج سابق وفي عام 1987 أنجبت ابنا ، إيفان.
بدأت التدريب في نادي CSKK في موسكو. غالباً ما تصمم إيرينا تاجايفا لطلابها. تشمل تلاميذها السابقين:
- أديلينا سوتنيكوفا
- مكسيم كوفتون
- إلين غيدفانيشفيلي
- أولغا ماركوفا
- أندريه غريازيف
- أرتيم بورودولين
- ارتور ديميتريفي الابن
- دينيس تن
- ألكسندر سمران
- أديان بيتكيف
- ألكسندرا بروكلوفا
- ماريا سوتسكوفا

## روابط خارجية
- إيلينا فودوريزوفا على موقع أوليمبيديا (الإنجليزية)